# 520. pr. n. št.
520. pr. n. št. je osmo desetletje v 6. stoletju pr. n. št. med letoma 529 pr. n. št. in 520 pr. n. št.. 